# Craugastor charadra
Espèce
Synonymes
- Eleutherodactylus charadra Campbell & Savage, 2000

Statut de conservation UICN

 EN B1ab(iii) : En danger
Craugastor charadra est une espèce d'amphibiens de la famille des Craugastoridae.

## Répartition
Cette espèce se rencontre de 30 à 1 370 m d'altitude dans le bassin du río Motagua au Guatemala et dans le bassin du río Chamelecón au Honduras.

## Publication originale
- Campbell & Savage, 2000 : Taxonomic reconsideration of Middle American frogs of the Eleutherodactylus rugulosus group (Anura: Leptodactylidae): a reconnaissance of subtle nuances among frogs. Herpetological Monographs, vol. 14, p. 186-292.